# Folksonomie
Folksonomie is een samentrekking van de woorden folk (mensen) en taxonomie. Het is een vorm van ordening, op basis van consensus, van data door het "volk". De oorspronkelijk Engelse term folksonomy wordt in het Nederlands vertaald als folksonomie.
De essentie van het begrip is dat mensen op het internet bookmarks, websites, foto's, filmpjes, muziek, forumdiscussies en blogpostings voorzien van zogenaamde tags, oftewel trefwoorden, of metadata. Deze activiteit noemt men ook wel social bookmarking, oftewel 'metadatering of taxonomie door de internetgemeenschap'. De consensus maakt dat deze tags meestal goed bruikbaar zijn en vaak beter aansluiten bij het taalgebruik van gebruikers dan de termen die bibliotheken gebruiken in hun catalogi.
Uit onderzoek blijkt bijvoorbeeld dat publiek in zoekmachines vaak woorden in het enkelvoud gebruikt (zoals ook op Wikipedia), terwijl op bibliotheekopleidingen wordt geleerd dat termen in het meervoud moeten worden gebruikt.
Het koppelen van tags is ook vaak mogelijk. Door het doorklikken op soortgelijke tags leert men (virtueel) mensen kennen met gelijke belangstelling.